# Granier (Savoie)
Ne pas confondre avec Granier, village de la région des Marches (Savoie), détruit par l'éboulement du mont Granier en 1248. Voir Granier 
Granier est une ancienne commune française située dans le département de la Savoie en région Auvergne-Rhône-Alpes à 1 250 mètres d'altitude. Le 1er janvier 2016, elle fusionne avec Montgirod et Aime pour former la commune nouvelle de Aime-la-Plagne.
Tout comme la Côte-d'Aime, elle fait partie du groupe de villages « Versant du Soleil ».
Granier est composé d'un chef-lieu nommé Granier et d'un hameau situé quelques mètres plus bas nommé La Thuile.

## Géographie
Le village, chef-lieu de la commune, se situe sur les hauteurs de la commune d'Aime, sur le versant de l'adret et culmine à près de 1250m d'altitude.

## Toponymie
Les premières mentions de la paroisse ou de l'église datent du XIVe siècle sous la forme Ecclesia de Graneriis puis en 1608 avec Ecclesia parrochialis Graneriorum.
Granier semble dériver de l'ancien français granier, grenier (Latin médiéval granarium, « grange », roman grani), désignant un « bâtiment rural, où l'on entrepose les grains ou les fourrages ».

## Politique et administration
| Période                                  | Période                  | Identité               | Étiquette | Qualité |
| ---------------------------------------- | ------------------------ | ---------------------- | --------- | ------- |
| Les données manquantes sont à compléter. |                          |                        |           |         |
| septembre 1944                           | mars 1959                | Eugène Pascal Ducognon | SE        | ...     |
| mars 1959                                | mars 1965                | Emile Péllicier        | SE        | ...     |
| mars 1965                                | mars 1971                | Robert Sorrel          | SE        | ...     |
| mars 1971                                | mars 1989                | Pierre François Chenal | SE        | ...     |
| mars 1989                                | juin 1995                | Léon Vaudey            | SE-DVG    | ...     |
| juin 1995                                | mars 2008                | Noël Simon-Chautemps   | SE        | ...     |
| mars 2008                                | mars 2014                | Georges Couget         | SE        | ...     |
| mars 2014                                | En cours (au avril 2014) | Christian Duc          | SE        | ...     |

| Période                                  | Période                    | Identité        | Étiquette | Qualité                                  |
| ---------------------------------------- | -------------------------- | --------------- | --------- | ---------------------------------------- |
| Les données manquantes sont à compléter. |                            |                 |           |                                          |
| 2020                                     | En cours (au janvier 2021) | André Pellicier |           | Guide de haute montagne, moniteur de ski |

## Population et société
Ses habitants sont appelés les Graniéraines et les Graniérains.

### Démographie
L'évolution du nombre d'habitants est connue à travers les recensements de la population effectués dans la commune depuis 1793. À partir du 1er janvier 2009, les populations légales des communes sont publiées annuellement dans le cadre d'un recensement qui repose désormais sur une collecte d'information annuelle, concernant successivement tous les territoires communaux au cours d'une période de cinq ans. 
Pour les communes de moins de 10 000 habitants, une enquête de recensement portant sur toute la population est réalisée tous les cinq ans, les populations légales des années intermédiaires étant quant à elles estimées par interpolation ou extrapolation. Pour la commune, le premier recensement exhaustif entrant dans le cadre du nouveau dispositif a été réalisé en 2007,.
En 2013, la commune comptait 359 habitants, en évolution de −5,03 % par rapport à 2008 (Savoie : +3,87 %, France hors Mayotte : +2,49 %).
| 1793 | 1800 | 1806 | 1822 | 1838 | 1848 | 1858 | 1861 | 1866 |
| ---- | ---- | ---- | ---- | ---- | ---- | ---- | ---- | ---- |
| 554  | 656  | 660  | 699  | 740  | 731  | 645  | 608  | 577  |

| 1872 | 1876 | 1881 | 1886 | 1891 | 1896 | 1901 | 1906 | 1911 |
| ---- | ---- | ---- | ---- | ---- | ---- | ---- | ---- | ---- |
| 577  | 560  | 537  | 520  | 507  | 470  | 473  | 533  | 548  |

| 1921 | 1926 | 1931 | 1936 | 1946 | 1954 | 1962 | 1968 | 1975 |
| ---- | ---- | ---- | ---- | ---- | ---- | ---- | ---- | ---- |
| 554  | 540  | 553  | 530  | 515  | 488  | 470  | 413  | 337  |

| 1982 | 1990 | 1999 | 2007 | 2011 | 2013 | - | - | - |
| ---- | ---- | ---- | ---- | ---- | ---- | - | - | - |
| 327  | 319  | 308  | 369  | 366  | 359  | - | - | - |

## Culture locale et patrimoine

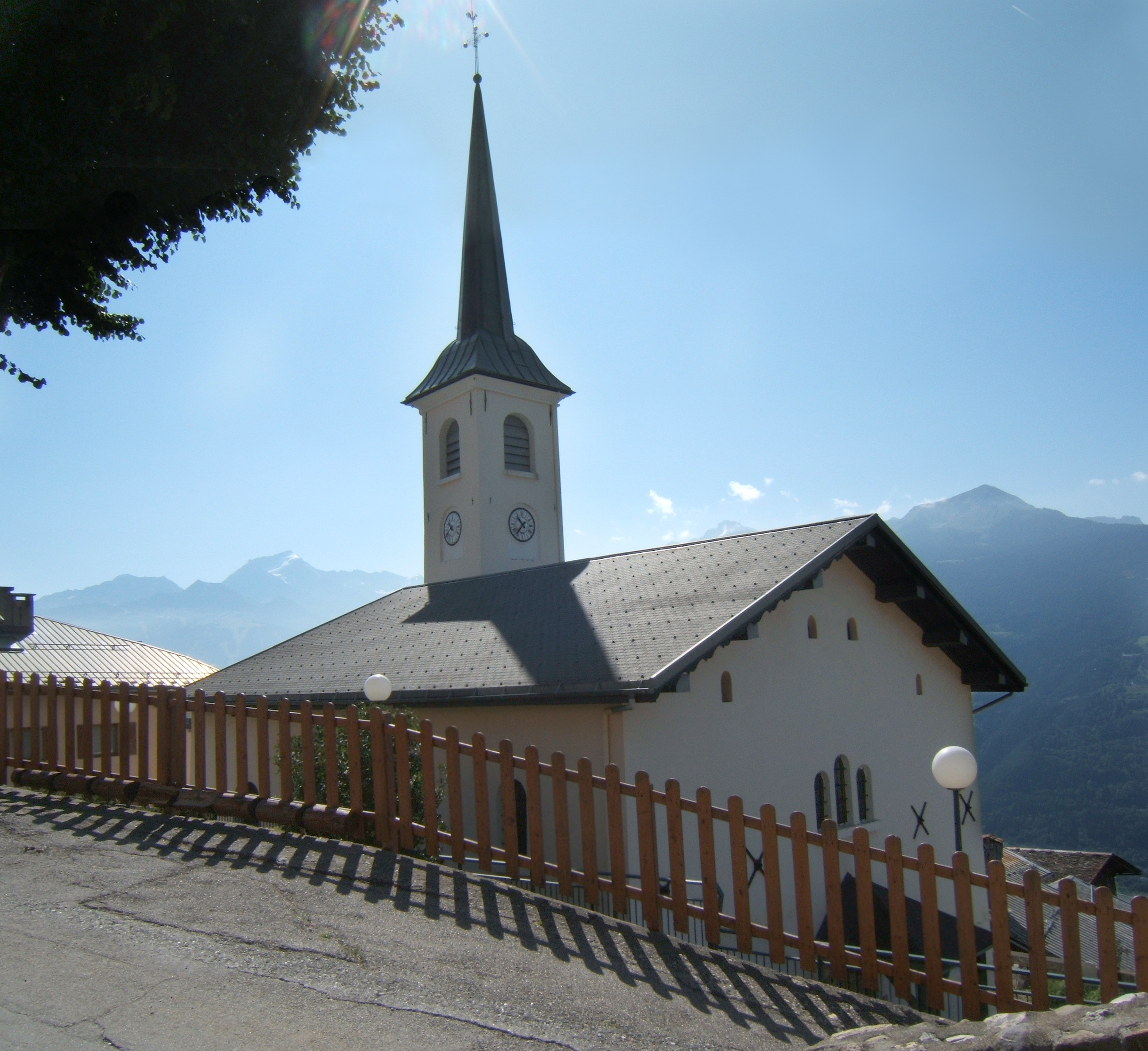
Église Saint-Barthélémy de Granier.

### Lieux et monuments
- Mairie et école communale sur la Place de la Mairie
- Auberge les Gentianes (bar, restaurant et location de gîtes) sur la place de la Mairie
- Église Saint-Barthélemy, de style baroque[7]

### Granier et le cinéma
- 1952 : Alpages d'Armand Chartier ;
- 2004 : La montagne aux 7 bergers d'Anne et Érik Lapied ;
- 2008 : La Jeune Fille et les Loups de Gilles Legrand avec Laetitia Casta, Stefano Accorsi, Jean-Paul Rouve... en partie tourné au Lac de Fées et au Cormet d'Arêches (fin du film).